# Austrosignum escandellae
Austrosignum escandellae là một loài chân đều trong họ Paramunnidae. Loài này được Castello miêu tả khoa học năm 2003.